# 北九州フットボールクラブ
特定非営利活動法人北九州フットボールクラブ（きたきゅうしゅうフットボールクラブ）は、サッカーのシニアチーム・レディースチームを運営する特定非営利活動法人（NPO法人）。
かつては日本プロサッカーリーグ（Jリーグ）所属のギラヴァンツ北九州の運営を行っていたが、現在は九州女子サッカーリーグ所属のニューウェーブ北九州レディースの運営やテニス大会の開催を実施している。

## 歴史
- 2001年 - 任意団体として三菱化成黒崎サッカー部を母体としたクラブチーム「北九州FC」が立ち上げられ、そのトップチーム「ニューウェーブ北九州」が設立される。2004年にNPO法人格を取得し、新門司体育施設（門司球技場）の指定管理者となる。
- 2007年 - 本城公園（北九州市立本城陸上競技場）の指定管理者となる。
- 2008年 - トップチームがJリーグ準加盟クラブになったことを受けて、この年の10月、社会人男子トップチームとユースチームの事業を株式会社ニューウェーブ北九州（現・株式会社ギラヴァンツ北九州）に移譲。